# Кузьменко, Елена Викторовна
Елена Викторовна Кузьменко (1915, село Романовка, теперь Садовое Арбузинского района Николаевской области — 1999, село Садовое Арбузинского района Николаевской области) — советский новатор сельскохозяйственного производства, звеньевая колхоза «Завет Ильича» села Садового Арбузинского района Николаевской области. Герой Социалистического Труда (23.04.1949). Депутат Верховного Совета УССР 3-го созыва.

## Биография
Родилась в крестьянской семье. Окончила сельскую школу. Трудовую деятельность начала колхозницей колхоза «Завет Ильича» села Садового Арбузинского района Николаевской области.
Во время Великой Отечественной войны находилась в эвакуации в восточных районах СССР, работала в колхозе.
С 1944 года — звеньевая колхоза «Завет Ильича» села Садового Арбузинского района Николаевской области. За получение в 1948 году высокого урожая пшеницы по 30,2 центнера с гектара на площади 20 га. ей было присвоено звание Героя Социалистического Труда. Звено Елены Кузьменко также выращивала высокие урожаи кукурузы, подсолнечника, кориандра и кенафа.
Закончила трехгодичную школу мастеров сельского хозяйства в Николаевской области.
Потом — на пенсии в селе Садовое Арбузинского района Николаевской области.

## Награды
- Герой Социалистического Труда (23.04.1949)
- орден Ленина (23.04.1949)
- ордена
- медаль «За трудовую доблесть» (1947)
- медали